# Mathias Christiansen
Mathias Christiansen (Bornholm, 20 de febrero de 1994) es un deportista danés que compite en bádminton, en las modalidades de dobles y dobles mixto.
En los Juegos Europeos de Cracovia 2023 consiguió una medalla de bronce en la prueba de dobles mixto. Ganó cinco medallas en el Campeonato Europeo de Bádminton entre los años 2016 y 2024.

## Palmarés internacional
| Juegos Europeos    | Juegos Europeos            | Juegos Europeos   | Juegos Europeos |
| Año                | Lugar                      | Medalla           | Prueba          |
| ------------------ | -------------------------- | ----------------- | --------------- |
| 2023               | Tarnów (Polonia)           | Medalla de bronce | Dobles mixto    |
| Campeonato Europeo |                            |                   |                 |
| Año                | Lugar                      | Medalla           | Prueba          |
| 2016               | La Roche-sur-Yon (Francia) | Medalla de bronce | Dobles mixto    |
| 2017               | Kolding (Dinamarca)        | Medalla de bronce | Dobles          |
| 2018               | Huelva (España)            | Medalla de plata  | Dobles mixto    |
| 2021               | Kiev (Ucrania)             | Medalla de bronce | Dobles mixto    |
| 2024               | Saarbrücken (Alemania)     | Medalla de plata  | Dobles mixto    |